# Phaonia pallidosa
Phaonia pallidosa este o specie de muște din genul Phaonia, familia Muscidae, descrisă de Huckett în anul 1965. Conform Catalogue of Life specia Phaonia pallidosa nu are subspecii cunoscute.